# Wollaton Hall

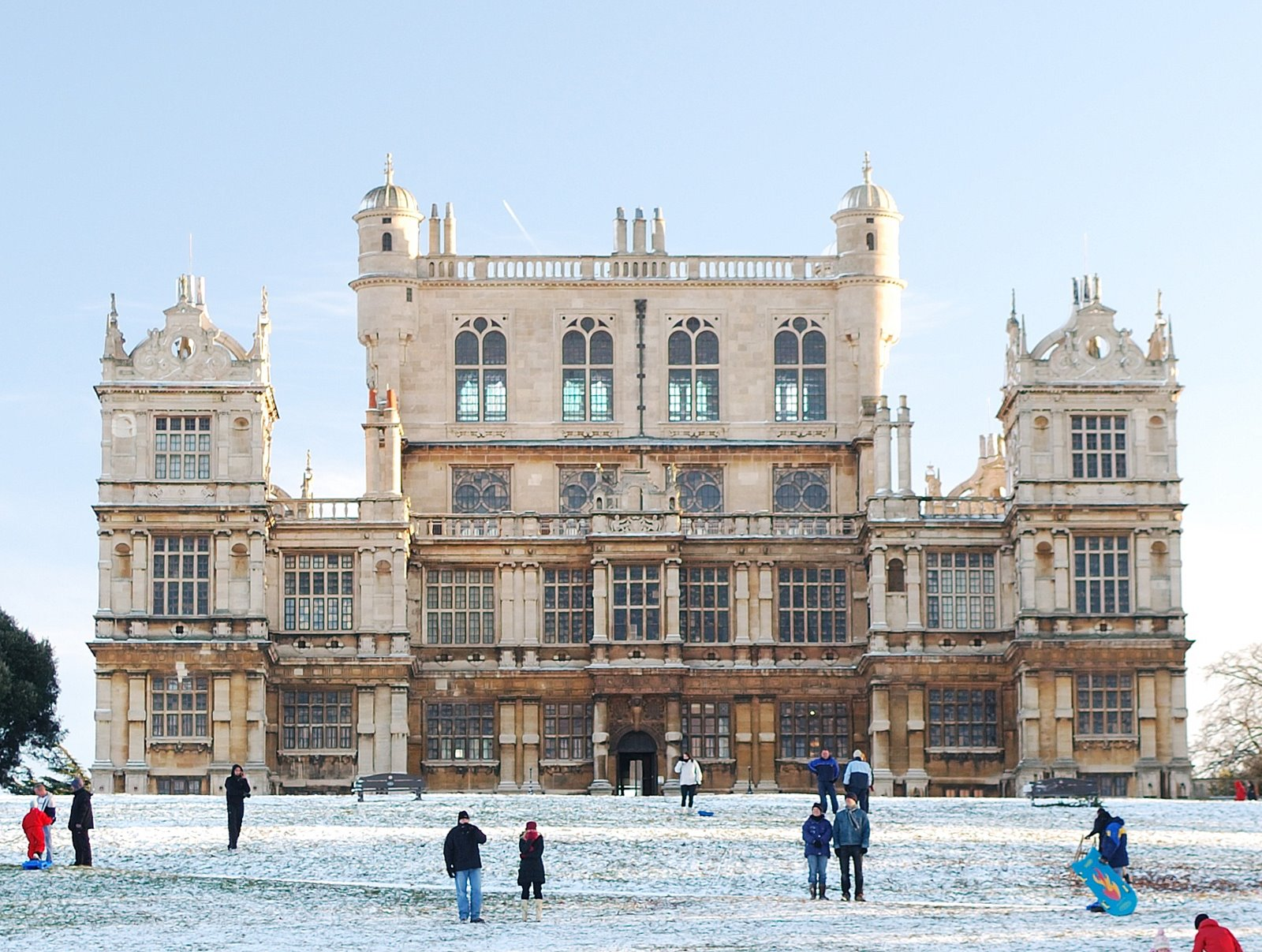
Wollaton Hall im November 2010

Wollaton Hall ist ein Landhaus im elisabethanischen Stil, das auf einem kleinen, aber weithin sichtbaren Hügel im Wollaton Park in Nottingham steht. Im Herrenhaus selbst ist heute das Nottingham Natural History Museum untergebracht, in den Häusern im Park das Nottingham Industrial Museum. Der umgebende Park wird regelmäßig für Großveranstaltungen wie Rockkonzerte, Sportfeste und Festivals genutzt.

## Geschichte
Wollaton Hall wurde von 1580 bis 1588 von Francis Willoughby erbaut und soll vom Renaissancebaumeister Robert Smythson entworfen worden sein, der auch Hardwick Hall zeichnete. Das Gebäude ist im elisabethanischen Stil erbaut und weist in manchem auf die kommende jakobinische Architektur voraus. Der Grundriss soll von Serlios Zeichnung (in Buch III seiner Fünf Bücher der Architektur) von Giuliano de Majanos Villa Poggio Reale bei Neapel aus dem ausgehenden 15. Jahrhundert abgeleitet worden sein. Die Fassaden sollen von Hans Vredeman de Vries stammen. Der Architekturhistoriker Mark Girouard meint, dass die Konstruktion tatsächlich von Nikolaus von Lyras Rekonstruktion und Flavius Josephus’ Beschreibung von Salomos Tempel in Jerusalem abgeleitet sei, wobei eine noch direktere Inspiration das Mount Edgcumbe House in Cornwall aus der Mitte des 16. Jahrhunderts gewesen sei, das Smythson kannte. Das Gebäude ist aus Ancaster-Kalkstein aus Lincolnshire errichtet und soll mit Kohle aus den Bergwerken von Wollaton, die Willoughby gehörten, bezahlt worden sein. Cassandra Willoughby, Duchess of Chandos, schrieb 1702 auf, dass die Maurermeister und einiges weitere Personal aus Italien hergebracht wurde. Die dekorativen, aber possierlichen Gondelanlegeringe, die in den Stein der Außenwände geschnitten wurden, beweisen dies ebenso wie andere architektonische Details. Auch französische und holländische Einflüsse sind deutlich sichtbar.

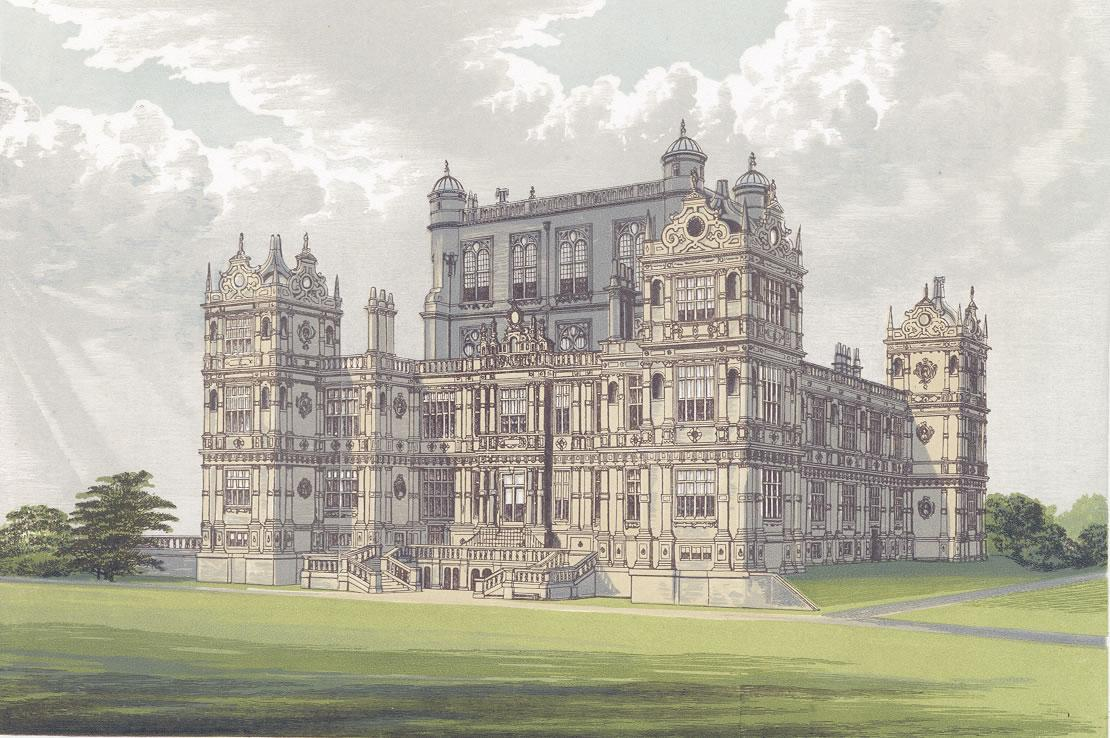
Wollaton Hall 1880

Das Gebäude besteht aus einer hohen Mittelhalle, die von vier Türmen umgeben ist. Ein Brand beschädigte Smythsons Innendekoration einiger Erdgeschossräume, aber er verursachte nur geringen strukturellen Schaden. Die Renovierungen wurden von Jeffry Wyatville 1801 ausgeführt und zogen sich mit Unterbrechungen bis in die 1830er-Jahre hin.
Auf der Galerie der Haupthalle findet man die älteste Orgel von Nottinghamshire, die man dem späten 17. Jahrhundert und vermutlich dem Orgelbauer Gerard Smith zuordnet. Sie wird heute noch mit einem handbetätigten Blasebalg gespielt. Die Deckengemälde und ein Wandgemälde werden Antonio Verrio oder seinem Assistenten John Laguerre zugeschrieben. Direkt über der Haupthalle ist ein „Aussichtsraum“ eingebaut, von dem aus man weit über den Park blicken kann. Unter der Haupthalle befinden sich viele Kellerräume und Gänge sowie eine Zisterne mit angeschlossenem Wassertank, in dem ein Admiral der Familie Willoughby täglich ein Bad genommen haben soll.

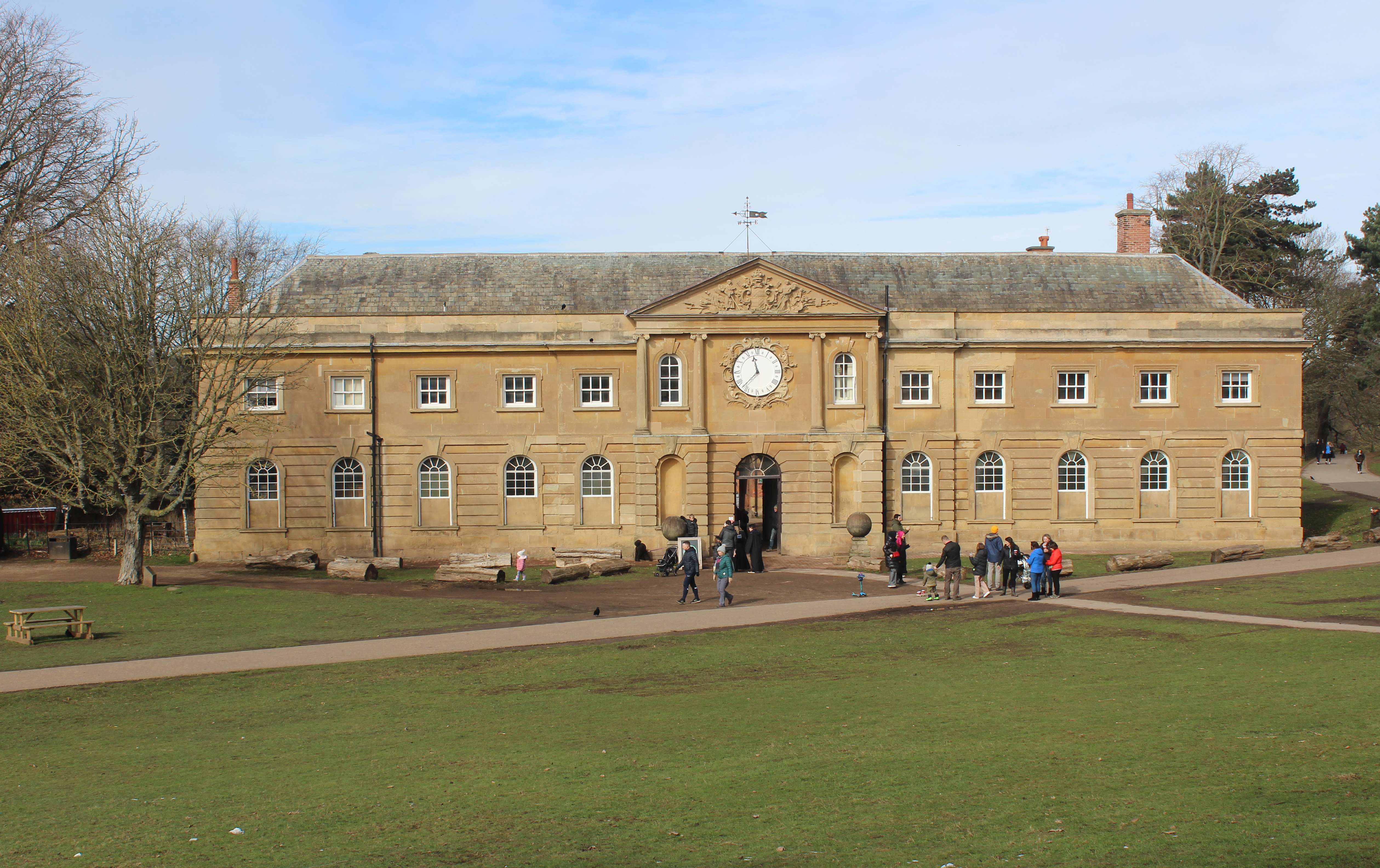
Dienstgebäude und Stallungen von 1743

Die Willoughbys sind bekannt für die vielen Forscher, die sie hervorbrachten. Am bekanntesten ist wohl Sir Hugh Willoughby, der 1554 in der Arktis starb, als er die Nordostpassage nach Cathay suchte. Die Phantominsel Willoughby’s Land, die vom Ende des 16. bis zur Mitte des 17. Jahrhunderts auf Karten Nordeuropas verzeichnet war, wurde nach ihm benannt.
1881 gehörte das Anwesen immer noch dem Oberhaupt der Familie Willoughby, Digby Willoughby, 9. Baron Middleton, aber damals war es „zu nah am Rauch und an den geschäftigen Aktivitäten einer großen Industriestadt […], von den Außenbezirken nur noch durch einen schmalen Landstreifen getrennt“. So hatte das vorhergehende Familienoberhaupt, Henry Willoughby, 8. Baron Middleton, angefangen, das Haus zu verpachten. 1881 stand es dann leer.
Im April 2007 wurde Wollaton Hall nach einer Schließung zwecks Renovierung wiedereröffnet. Der Aussichtsraum im Obergeschoss und die Küchen im Kellergeschoss wurden für die Öffentlichkeit zugänglich gemacht, allerdings nur im Rahmen von Führungen. Diese können vor Ort gebucht werden, dauern etwa eine Stunde und kosten einen kleinen Geldbetrag.

## Eigentümer von Wollaton Hall

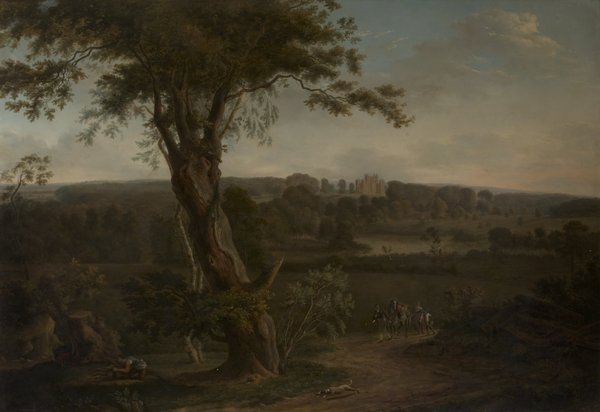
Wollaton Hall Park, Gemälde von Hendrik Frans de Cort

- 1580–1596: Sir Francis Willoughby (1547-1596)
- 1596–1643: Sir Percival Willoughby
- 1643–1672: Francis Willoughby
- 1672–1729: Thomas Willoughby, 1. Baron Middleton
- 1729–1758: Francis Willoughby, 2. Baron Middleton
- 1758–1774: Francis Willoughby, 3. Baron Middleton
- 1774–1781: Thomas Willoughby, 4. Baron Middleton
- 1781–1800: Henry Willoughby, 5. Baron Middleton
- 1800–1835: Henry Willoughby, 6. Baron Middleton
- 1835–1856: Digby Willoughby, 7. Baron Middleton
- 1856–1877: Henry Willoughby, 8. Baron Middleton
- 1877–1922: Digby Wentworth Bayard Willoughby, 9. Baron Middleton
- 1922–1924: Godfrey Ernest Percival Willoughby, 10. Baron Middleton
- 1924–1925: Michael Guy Percival Willoughby, 11. Baron Middleton
- 1925 bis heute: Nottingham Corporation, jetzt Nottingham City Council.

## Sonstiges
1855 entwarf Joseph Paxton ganz in der Nähe, in Buckinghamshire, einen Nachbau von Wollaton Hall, der heute Mentmore Towers genannt wird. Mentmore Towers stellte 2005 in Batman Begins, dem Auftakt von Christopher Nolans Batman-Trilogie, den Landsitz Wayne Manor dar.
2012 fungierte Wollaton Hall im Batman-Film The Dark Knight Rises – dem Finale von Nolans Trilogie – als Wayne Manor. Im Außenbereich von Wollaton Hall wurden Schlüsselszenen des Films gedreht. Die baulichen Unterschiede der beiden Gebäude erschienen in der Filmgeschichte schlüssig, da Wayne Manor im ersten Teil abbrannte und wieder aufgebaut wurde. Das Anwesen liegt zudem acht Kilometer nördlich von Gotham (Nottinghamshire), worauf indirekt auch der Name der Heimatstadt von Batman, Gotham City, zurückzuführen ist.

## Nottingham Natural History Museum

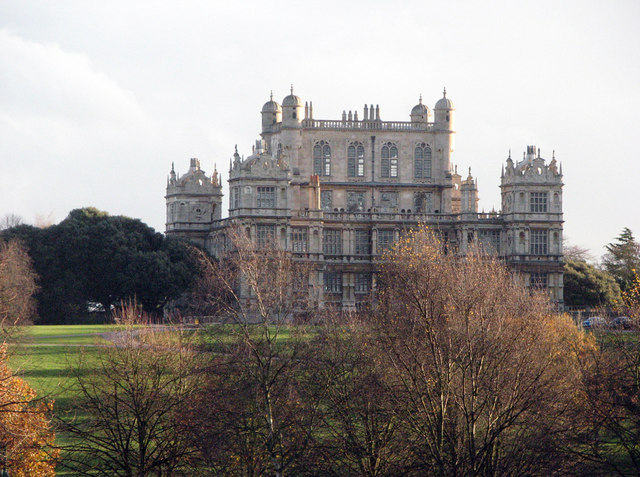
Wollaton Hall vom Nordeingang des Parks an der Wollaton Road aus

Seit Wollaton Hall 1926 für die Öffentlichkeit zugänglich ist, beherbergt sie das naturhistorische Museum der Stadt Nottingham. Ausgestellt sind einige der 750.000 Exponate der zoologischen, geologischen und botanischen Sammlungen. Sie sind in sechs Hauptgalerien zusammengestellt:
- Natural Connections Gallery (Natürliche Verbindungen)
- Bird Gallery (Vögel)
- Insect Gallery (Insekten)
- Mineral Gallery (Minerale)
- Africa Gallery (Afrika)
- Natural History Matters Gallery (Naturgeschichte)

Das Museum begann als Interessengruppe bei der Nottingham Mechanics' Institution; es gehört heute der Stadt Nottingham.